# Crimpadora

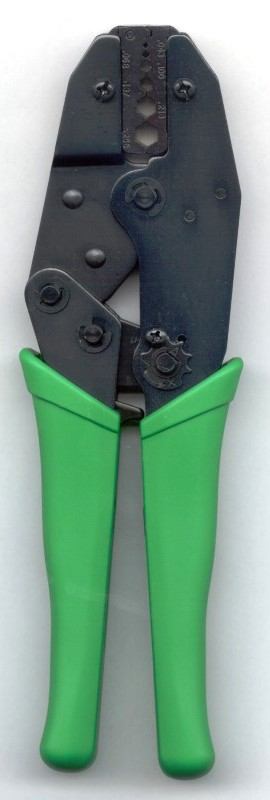
Crimpadora para cables coaxiales.

Una crimpadora, también conocida como alicates de engaste, alicates de terminales, pinzas de engrapado, pinzas de compresión, tenaza de engastar tenaza de crimpar, o tenaza de crimpado o ponchadora es una herramienta utilizada para corrugar o crimpar dos piezas metálicas o de otros materiales maleables mediante la deformación de una o ambas piezas; esta deformación es lo que las mantiene unidas.
Esta técnica suele usarse para unir terminales con recubrimiento aislante, conectores (F, BNC,RJ9, RJ11, RJ12, RJ45) y cables (coaxial, y de par trenzado) de telecomunicaciones. También los hay para fibra óptica.

## Usos

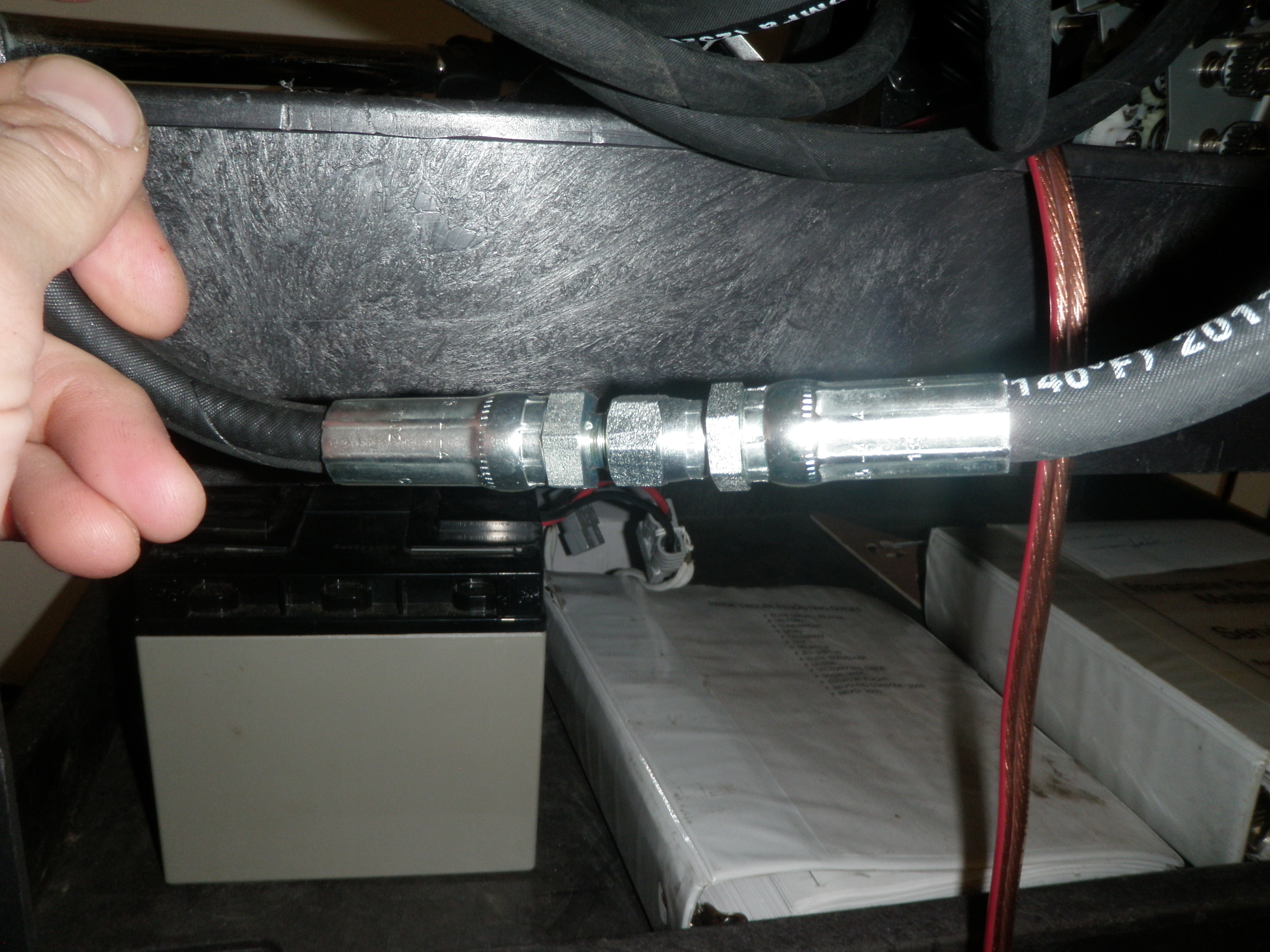
Crimp en el extremo de una manguera hidráulica unida a otra manguera hidráulica.

La crimpadora se utiliza más ampliamente en la metalurgia. Es utilizada frecuentemente para fijar balas en sus cartuchos, para conexiones eléctricas rápidas pero duraderas, para asegurar tapas en latas de alimentos y muchas otras aplicaciones. Debido a que puede ser utilizada en técnicas de trabajo en frío, la crimpadora también se puede usar para formar una unión fuerte entre la pieza de trabajo y un componente no metálico.
Cuando se unen segmentos de tubería de chapa metálica tubular, como las tuberías de humo para estufas de leña, bajantes para canaletas de lluvia o para la instalación de conductos de ventilación, un extremo de un tubo se trata con una crimpadora para hacer una junta deslizante en la siguiente sección del conducto. Así, la junta no retendrá líquidos, pero será adecuada para transportar fluidos a baja presión. Las juntas del crimpado pueden disponerse para evitar la acumulación de suciedad.